# Polițist sau delincvent
Polițist sau delincvent (titlul original: în franceză Flic ou voyou) este un film polițist, realizat în 1979 de regizorul Georges Lautner, după romanul L'Inspecteur de la mer al scriitorului Michel Grisolia, protagoniști fiind actorii Jean-Paul Belmondo, Georges Géret, Marie Laforêt și Jean-François Balmer.

## Rezumat
Stanislas Borowitz este un comisar de la IGPN (Inspecția Générale de la Police Nationale) care folosește metode deosebit de eficiente și rapide pentru a opri polițiștii corupți. După consultarea comisarului Grimaud, este trimis de la Paris la Nisa pentru a lupta cu mafia de acolo și pentru a investiga uciderea unui comisar corupt.
Borowitz își asumă identitatea unui criminal pe nume Antonio Cerruti și declanșează un război între cei mai mari lideri de bande locale, Théodore Musard și Achille Volfoni. Stanislas descoperă și o organizație secretă a poliției mafiote din oraș. Paralel cu investigațiile sale, Borowitz începe o relație cu bogatul romancier Edmonde Puget-Rostand. Dar investigația sa este pusă în dezordine de apariția bruscă a fiicei sale Charlotte, care a fugit de la un pension din Anglia.
Când inspectorii corupți de poliție Rey și Massard, care lucrează ambii pentru Volfini, descoperă adevărata identitate a lui Borowitz, vor să-l scoată din calea lor cu orice preț. O încercare de atac a lui Rey asupra lui Borowitz eșuează și Stanislas face să pară că Volfoni ar fi fost responsabil pentru moartea lui Rey. Ca urmare, Charlotte este răpită de Musard și oamenii lui. Borowitz îl suspectează inițial pe Volfoni și îl arestează. Totuși, printr-un pachet care a fost trimis lui Edmonde și care conținea un pantof și un număr de telefon pe o bucată de hârtie, Borowitz își dă seama că Musard se află în spatele răpirii lui Charlotte.
Massard îi oferă lui Stanislas ajutorul, pe care acesta pare să-l accepte. Massard îl ucide pe Musard și pe oamenii lui și o aduce pe Charlotte înapoi la tatăl ei. În cele din urmă, însă, Borowitz îl trădează pe coruptul Massard, acesta din urmă murind împreună cu Volfoni în timp ce încearcă să scape. Stanislas își ia rămas bun de la Edmonde și se întoarce cu Charlotte la Paris.

## Distribuție
- Jean-Paul Belmondo – comisarul Stanislas Borowitz, alias Antonio Cerutti
- Georges Géret – Théodore Musard, zis „L'Auvergnat” (Argăsitul)
- Marie Laforêt – Edmonde Puget-Rostand
- Jean-François Balmer – inspector Georges Massard
- Claude Brosset – Achille Volfoni, zis „Le Corse”
- Julie Jézéquel – Charlotte, fiica lui Borowitz
- Michel Beaune – Marcel Langlois
- Tony Kendall – inspector Rey
- Catherine Lachens – Simone Langlois
- Juliette Mills – dna. Bertrand
- Venantino Venantini – Mario
- Charles Gérard – Cazauban
- Michel Galabru – comisarul Grimaud
- Philippe Castelli – inspectorul de permise de conducere
- Marc Lamole – suplinitorul
- Michel Peyrelon – Camille
- Nicolas Vogel – Marcel Gaston
- Mireille Orsini – dna. Cerutti
- Valérie Kirkorian – Rita
- Patrick Rocca – directorul cazinoului
- José Gonel – „tonton Michel”, domnul bătrân
- Michèle Jacquetty – fiica șefului camping
- Henri Attal – șeful de transmisii
- Louis-Joachim Candela – delincventul numărul 1
- Henri Dugène – delincventul numărul 2
- Antoine Mazelli – decoratorul
- Roberty – comerciantul
- René Tramoni – delincventul numărul 3
- Jacques Lejeune – Louis
- Jean Marsiglia – șoferul de taxi
- Maïté Masson – prostituata din motel
- Georgia Bailet – Geneviève
- Brigitte Bywalski – gazda
- Ceb – Ceb, buticarul
- Maurice Auzel – un polițist (nemenționat)

## Aprecieri
„ Polar de serie, dotat cu oarecare umor și dinamizat de Bolmondo. ”—T. Caranfil , Dicționar universal de filme 

## Lansare
Filmul Polițist sau delincvent a avut premiera în Franța pe data de 28 martie 1979.
În România premiera filmului a avut loc la data de 4 august 1979 la „Sala Mare a Palatului” din capitală.